# Valenciennes Football Club
Il Valenciennes Football Club, detto comunemente Valenciennes, è una società calcistica francese con sede nella città di Valenciennes. Milita in Championnat National, il terzo livello del campionato francese di calcio.

## Storia
Il club fu fondato nel 1913 da tre giovani, di nome Colson, Joly e Bouly. Nel 1916 fu rinominato Union Sportive Valenciennes-Anzin (USVA), ma solo nel 1933 divenne squadra professionistica. Nel 1993 l'USVA risultò coinvolto nell'Affaire VA-OM che colpì il calcio francese. Dopo le retrocessioni in D2 nel 1993 e nel Championnat National nel 1994, nel 1996 si ritornò al vecchio nome Valenciennes FC. Nel 2006 la società ha potuto festeggiare la promozione in Ligue 1, dopo diversi anni passati nelle serie inferiori. La Ligue 1 2007-2008 si rivela un’annata difficile, ma il club riesce a limitare i danni piazzandosi 17º conquistando 43 punti. Per varie stagioni, il Valenciennes conclude sempre a metà classifica, salvandosi sempre con molte giornate di anticipo senza mai ambire ad un posto valido per le competizioni europee, fino alla Ligue 1 2013-2014, quando la compagine chiude il campionato al 19º posto con soli 29 punti conquistati. 
Il 28 febbraio 2024, mentre si trova all'ultimo posto in Ligue 2, si qualifica alle semifinali di Coppa di Francia a sessant'anni dall'ultima volta, venendo tuttavia sconfitto dal Lione per 3-0; nella stessa stagione, tuttavia, retrocede in terza serie, tornandoci dopo 19 anni dall'ultima volta.

## Calciatori
- Vincent Aboubakar
- Saliou Ciss
- Thomas Dossevi
- Wilfried Gohel
- Serge Masnaghetti
- Rudy Mater
- Roger Milla
- Jean-Pierre Papin
- David Régis
- Steve Savidan
- Didier Six
- Majeed Waris
- Bruno Zaremba

## Palmarès

### Competizioni nazionali
- Campionato francese di seconda divisione: 4

1971-1972, 1974-1975 (girone A), 1991-1992 (girone A), 2005-2006
- Championnat National: 1

2004-2005
- Championnat de France amateur: 1

1997-1998

## Organico

### Rosa 2024-2025
Aggiornata al 1º febbraio 2025
| N. |                                 | Ruolo | Calciatore       |
| -- | ------------------------------- | ----- | ---------------- |
| 2  | Bosnia ed Erzegovina (bandiera) | D     | Halid Šabanović  |
| 3  | Senegal (bandiera)              | D     | Souleymane Basse |
| 4  | Inghilterra (bandiera)          | D     | Taylor Moore     |
| 5  | Francia (bandiera)              | C     | Jordan Poha      |
| 6  | Francia (bandiera)              | C     | Julien Masson    |
| 7  | Haiti (bandiera)                | A     | Carnejy Antoine  |
| 8  | Burkina Faso (bandiera)         | C     | Sacha Bansé      |
| 9  | Francia (bandiera)              | A     | Siriné Doucouré  |
| 10 | Paesi Bassi (bandiera)          | A     | Nick Venema      |
| 14 | Francia (bandiera)              | D     | Joffrey Cuffaut  |
| 15 | Paesi Bassi (bandiera)          | D     | Lucas Woudenberg |
| 16 | Francia (bandiera)              | P     | Jean Louchet     |
| 17 | Algeria (bandiera)              | C     | Aymen Boutoutaou |
| 18 | Francia (bandiera)              | A     | Andrew Jung      |
| 19 | Francia (bandiera)              | C     | Lucas Buadés     |
| 20 | Francia (bandiera)              | A     | Ilyes Hamache    |
| 22 | Francia (bandiera)              | C     | Rémy Boissier    |

| N. |                         | Ruolo | Calciatore         |
| -- | ----------------------- | ----- | ------------------ |
| 23 | Danimarca (bandiera)    | C     | David Kruse        |
| 24 | Francia (bandiera)      | D     | Allan Linguet      |
| 26 | Senegal (bandiera)      | A     | Cheikh Diouf       |
| 29 | Francia (bandiera)      | C     | Jawed Kalai        |
| 30 | Francia (bandiera)      | P     | Lassana Diabaté    |
| 32 | Francia (bandiera)      | C     | Ismail Bouneb      |
| 34 | RD del Congo (bandiera) | A     | Makabi Lilepo      |
| 40 | Francia (bandiera)      | P     | Ilario de Clemente |
| 44 | Francia (bandiera)      | D     | Joachim Kayi Sanda |
| 45 | Francia (bandiera)      | C     | Tidyane Diagouraga |
| 55 | Senegal (bandiera)      | D     | Ibrahima Ba        |
| 90 | Nigeria (bandiera)      | A     | Mathias Oyewusi    |
| 93 | Francia (bandiera)      | A     | Anthony Knockaert  |
| 96 | Brasile (bandiera)      | A     | Flamarion          |
| 99 | Francia (bandiera)      | A     | Yassine Haouari    |
|    | Camerun (bandiera)      | C     | Jean Eric Moursou  |
|    | Francia (bandiera)      | A     | Stredair Appuah    |

### Rosa 2023-2024
Aggiornata al 18 febbraio 2024
| N. |                                 | Ruolo | Calciatore       |
| -- | ------------------------------- | ----- | ---------------- |
| 2  | Bosnia ed Erzegovina (bandiera) | D     | Halid Šabanović  |
| 3  | Senegal (bandiera)              | D     | Souleymane Basse |
| 4  | Inghilterra (bandiera)          | D     | Taylor Moore     |
| 5  | Francia (bandiera)              | C     | Jordan Poha      |
| 6  | Francia (bandiera)              | C     | Julien Masson    |
| 8  | Burkina Faso (bandiera)         | C     | Sacha Bansé      |
| 9  | Francia (bandiera)              | A     | Siriné Doucouré  |
| 10 | Paesi Bassi (bandiera)          | A     | Nick Venema      |
| 14 | Francia (bandiera)              | D     | Joffrey Cuffaut  |
| 15 | Paesi Bassi (bandiera)          | D     | Lucas Woudenberg |
| 16 | Francia (bandiera)              | P     | Jean Louchet     |
| 17 | Algeria (bandiera)              | C     | Aymen Boutoutaou |
| 18 | Francia (bandiera)              | A     | Andrew Jung      |
| 20 | Francia (bandiera)              | A     | Ilyes Hamache    |
| 22 | Francia (bandiera)              | A     | Yacine El Amri   |
| 23 | Danimarca (bandiera)            | C     | David Kruse      |

| N. |                         | Ruolo | Calciatore         |
| -- | ----------------------- | ----- | ------------------ |
| 24 | Francia (bandiera)      | D     | Allan Linguet      |
| 26 | Senegal (bandiera)      | A     | Cheikh Diouf       |
| 29 | Francia (bandiera)      | C     | Jawed Kalai        |
| 30 | Francia (bandiera)      | P     | Lassana Diabaté    |
| 32 | Francia (bandiera)      | C     | Ismail Bouneb      |
| 34 | RD del Congo (bandiera) | A     | Makabi Lilepo      |
| 40 | Francia (bandiera)      | P     | Ilario de Clemente |
| 44 | Francia (bandiera)      | D     | Joachim Kayi Sanda |
| 45 | Francia (bandiera)      | C     | Tidyane Diagouraga |
| 55 | Senegal (bandiera)      | D     | Ibrahima Ba        |
| 90 | Nigeria (bandiera)      | A     | Mathias Oyewusi    |
| 93 | Francia (bandiera)      | A     | Anthony Knockaert  |
| 96 | Brasile (bandiera)      | A     | Flamarion          |
| 99 | Francia (bandiera)      | A     | Yassine Haouari    |
|    | Francia (bandiera)      | A     | Stredair Appuah    |
|    | Camerun (bandiera)      | C     | Jean Eric Moursou  |

### Rosa 2022-2023
Aggiornata al 5 febbraio 2023
| N. |                           | Ruolo | Calciatore       |
| -- | ------------------------- | ----- | ---------------- |
| 1  | Francia (bandiera)        | P     | Stefan Bajic     |
| 5  | Francia (bandiera)        | C     | Jason Berthomier |
| 6  | Francia (bandiera)        | C     | Julien Masson    |
| 7  | Togo (bandiera)           | C     | Floyd Ayité      |
| 8  | Francia (bandiera)        | C     | Noah Diliberto   |
| 9  | Camerun (bandiera)        | A     | Marius Noubissi  |
| 10 | Francia (bandiera)        | C     | Florian Martin   |
| 11 | Francia (bandiera)        | A     | Ugo Bonnet       |
| 14 | Francia (bandiera)        | D     | Joffrey Cuffaut  |
| 15 | Francia (bandiera)        | A     | Aeron Zinga      |
| 16 | Costa d'Avorio (bandiera) | P     | Hillel Konaté    |
| 17 | Algeria (bandiera)        | C     | Aymen Boutoutaou |
| 18 | Francia (bandiera)        | C     | Landry Nomel     |
| 19 | Burkina Faso (bandiera)   | C     | Nassim Innocenti |
| 20 | Francia (bandiera)        | A     | Ilyes Hamache    |

| N. |                    | Ruolo | Calciatore          |
| -- | ------------------ | ----- | ------------------- |
| 21 | Francia (bandiera) | C     | Mohamed Kaba        |
| 22 | Francia (bandiera) | A     | Yacine El Amri      |
| 24 | Francia (bandiera) | D     | Allan Linguet       |
| 25 | Francia (bandiera) | C     | Madou Touré         |
| 26 | Francia (bandiera) | D     | Mathieu Debuchy     |
| 27 | Francia (bandiera) | C     | Mathis Picouleau    |
| 28 | Francia (bandiera) | D     | Quentin Lecoeuche   |
| 29 | Francia (bandiera) | C     | Jawed Kalai         |
| 30 | Francia (bandiera) | P     | Lassana Sy          |
| 36 | Francia (bandiera) | C     | Eyram Viegbe        |
| 37 | Francia (bandiera) | D     | Mattéo Rabuel       |
| 39 | Angola (bandiera)  | D     | Jonathan Buatu      |
| 77 | Austria (bandiera) | A     | Adrian Grbić        |
|    | Niger (bandiera)   | P     | Naim Van Attenhoven |

### Rosa 2021-2022
Aggiornata al 6 gennaio 2022
| N. |                           | Ruolo | Calciatore         |
| -- | ------------------------- | ----- | ------------------ |
| 1  | Benin (bandiera)          | P     | Saturnin Allagbé   |
| 2  | Francia (bandiera)        | D     | Éric Vandenabeele  |
| 3  | Mauritania (bandiera)     | D     | Aly Abeid          |
| 4  | Benin (bandiera)          | C     | Sessi D'Almeida    |
| 5  | Algeria (bandiera)        | D     | Maxime Spano       |
| 6  | Francia (bandiera)        | C     | Julien Masson      |
| 7  | Togo (bandiera)           | C     | Floyd Ayité        |
| 8  | Francia (bandiera)        | C     | Noah Diliberto     |
| 9  | Francia (bandiera)        | C     | Gaëtan Robail      |
| 10 | Camerun (bandiera)        | C     | Arsène Elogo       |
| 11 | Francia (bandiera)        | D     | Laurent Dos Santos |
| 14 | Francia (bandiera)        | D     | Joffrey Cuffaut    |
| 16 | Costa d'Avorio (bandiera) | P     | Hillel Konaté      |
| 17 | Francia (bandiera)        | C     | Aymen Boutoutaou   |

| N. |                         | Ruolo | Calciatore         |
| -- | ----------------------- | ----- | ------------------ |
| 18 | Belgio (bandiera)       | A     | Baptiste Guillaume |
| 19 | Burkina Faso (bandiera) | C     | Abou Ouattara      |
| 20 | Francia (bandiera)      | D     | Ismaël Doukouré    |
| 21 | Francia (bandiera)      | C     | Mohamed Kaba       |
| 22 | Mali (bandiera)         | C     | Sambou Yatabaré    |
| 24 | Francia (bandiera)      | D     | Allan Linguet      |
| 25 | Ghana (bandiera)        | D     | Emmanuel Ntim      |
| 26 | Francia (bandiera)      | D     | Mathieu Debuchy    |
| 27 | Francia (bandiera)      | C     | Mathis Picouleau   |
| 28 | Francia (bandiera)      | D     | Quentin Lecoeuche  |
| 30 | Francia (bandiera)      | P     | Nicolas Kocik      |
| 33 | Francia (bandiera)      | A     | Yassine Haouari    |
|    | Francia (bandiera)      | D     | Gaëtan Arib        |
|    | Francia (bandiera)      | A     | Ilyes Hamache      |

### Rosa 2020-2021
Aggiornata al 4 settembre 2020
| N. |                           | Ruolo | Calciatore         |
| -- | ------------------------- | ----- | ------------------ |
| 1  | Francia (bandiera)        | P     | Jérôme Prior       |
| 3  | Mauritania (bandiera)     | D     | Aly Abeid          |
| 4  | Benin (bandiera)          | C     | Sessi D'Almeida    |
| 5  | Algeria (bandiera)        | D     | Maxime Spano       |
| 6  | Georgia (bandiera)        | C     | Jaba K'ank'ava     |
| 7  | Costa d'Avorio (bandiera) | A     | Moussa Guel        |
| 9  | Francia (bandiera)        | C     | Gaëtan Robail      |
| 10 | Camerun (bandiera)        | C     | Arsène Elogo       |
| 11 | Algeria (bandiera)        | C     | Malek Chergui      |
| 12 | Camerun (bandiera)        | A     | Benjamin Moukandjo |
| 13 | Francia (bandiera)        | C     | Julien Masson      |
| 14 | Francia (bandiera)        | D     | Joffrey Cuffaut    |
| 15 | Francia (bandiera)        | D     | Éric Vandenabeele  |

| N. |                           | Ruolo | Calciatore         |
| -- | ------------------------- | ----- | ------------------ |
| 16 | Costa d'Avorio (bandiera) | P     | Hillel Konaté      |
| 17 | Francia (bandiera)        | C     | Aymen Boutoutaou   |
| 18 | Belgio (bandiera)         | A     | Baptiste Guillaume |
| 19 | Senegal (bandiera)        | C     | Elhadj Dabo        |
| 20 | Costa d'Avorio (bandiera) | D     | Ismaël Doukouré    |
| 21 | Francia (bandiera)        | C     | Noah Diliberto     |
| 23 | Francia (bandiera)        | D     | Théo Pellenard     |
| 24 | Francia (bandiera)        | D     | Allan Linguet      |
| 25 | Ghana (bandiera)          | D     | Emmanuel Ntim      |
| 26 | Francia (bandiera)        | A     | Kévin Cabral       |
| 27 | Francia (bandiera)        | C     | Mathis Picouleau   |
| 28 | Francia (bandiera)        | D     | Laurent Dos Santos |
| 30 | Francia (bandiera)        | P     | Nicolas Kocik      |